# Ephesia paranympha
Ephesia paranympha är en fjärilsart som beskrevs av Carl von Linné 1767. Ephesia paranympha ingår i släktet Ephesia och familjen nattflyn. Inga underarter finns listade i Catalogue of Life.